# طرفداران هری پاتر

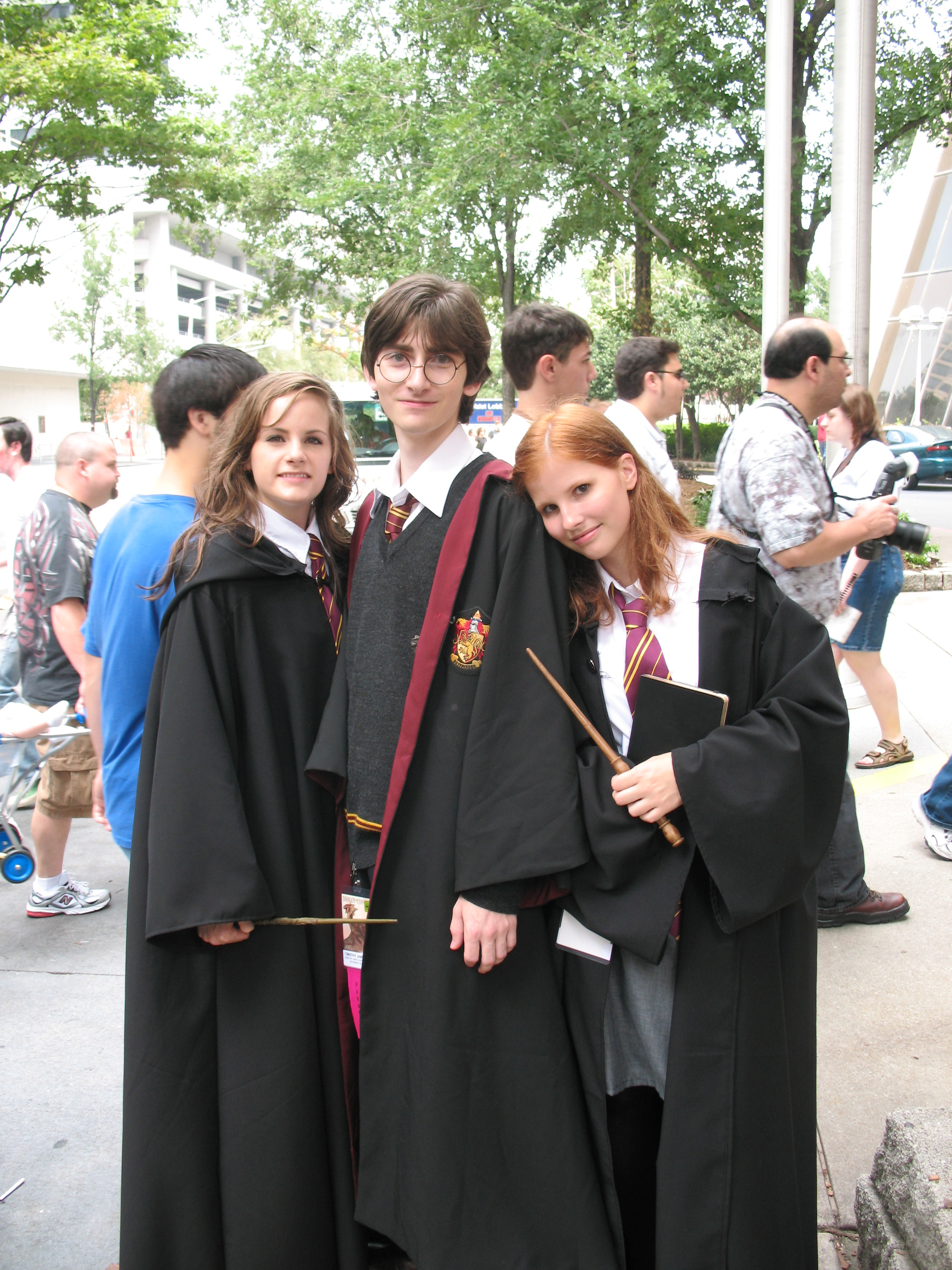
طرفداران هری پاتر - پاترهد

طرفداران هری پاتر، که به عنوان پاترهد نیز شناخته می‌شوند، به جامعه‌ای از طرفداران کتاب‌ها و فیلم‌های هری پاتر گفته می‌شود که در فعالیت‌های سرگرمی که حول محور این مجموعه می‌چرخد، شرکت می‌کنند، مانند خواندن و نوشتن داستان‌های تخیلی طرفداران، ایجاد و درخواست هنر طرفداران، درگیر شدن در بازی‌های نقش‌آفرینی، معاشرت در انجمن‌های مبتنی بر هری پاتر و موارد دیگر. طرفداران به صورت آنلاین و همچنین آفلاین از طریق فعالیت‌هایی مانند همایش‌های طرفداران، شرکت در بازی‌های فضایی، تورهای دیدنی نمادین مرتبط با کتاب‌ها و تولید فیلم‌ها، و مهمانی‌هایی که برای انتشار نیمه‌شب هر کتاب و فیلم برگزار می‌شوند، تعامل دارند.
در چهارمین کتاب هری پاتر، جمعیت طرفداران آنقدر بزرگ شده بود که اقدامات امنیتی قابل توجهی برای اطمینان از اینکه هیچ کتابی پیش از تاریخ انتشار رسمی خریداری نشده بود، اتخاذ شد. هری پاتر یکی از معدود مجموعه‌های چهار ربعی و چند نسلی است که امروزه وجود دارد، علی‌رغم بازاریابی اولیه رولینگ از کتاب‌ها برای نوجوانان و نوجوانان.
طرفداران هری پاتر به شدت به دنیای جادویی که جی.کی. رولینگ خلق کرده است، متعهد هستند. این تعهد نه تنها در گردهمایی‌ها و جشن‌ها، بلکه در فعالیت‌های روزمره آنها نیز مشاهده می‌شود، مانند پوشیدن لباس‌های هری پاتر، جمع‌آوری محصولات مرتبط، و حتی ایجاد وب‌سایت‌ها و وبلاگ‌هایی که به بررسی عمیق‌تر موضوعات کتاب و فیلم می‌پردازند. این جامعه گسترده و پویا شامل افرادی از تمام سنین و از سراسر جهان است که همگی با عشق به دنیای هری پاتر به هم پیوسته‌اند.